# 扁棘鯛
寿鱼（学名：Banjos banjos）或稱扁棘鯛，为寿鱼科(扁棘鯛科)寿鱼属下的唯一一种。分布于日本以及中国东海、南海、台湾海峡等海域。该物种的模式产地在日本。

## 分布
本魚僅分布於日本南部至台灣間的海域。

## 深度
水深30至50公尺。

## 特徵
本魚體型類似於胡椒鯛屬的魚類，頰部有鱗10列，全身被細櫛鱗。背鰭硬棘11枚、軟條17枚；臀鰭硬棘3枚、軟條10枚；側線完整，呈弧形。側線鱗片數45至46枚。體長可達20公分。

## 生態
棲息在具沙泥底質的岩石區，多獨自活動或三五成群，肉食性，以底棲無脊椎動物為食。

## 經濟利用
食用魚，但味道平平，紅燒最適宜，清蒸則肉帶土味。